# Непосредственно ранние гены
Непосредственно ранние гены (гены первичного ответа, гены раннего ответа, ранние гены; англ. immediate early genes; IEGs) — гены, индукция которых происходит чрезвычайно быстро как при внешних воздействиях на клетку, так и под влиянием некоторых внутренних стимулов. Впервые такие гены были описаны при исследовании фибробластов. Наиболее известные IEG — c-fos, c-myc и c-jun. Некоторые гены первичного ответа играют важную роль в долговременной потенциации.